# Xã Nelson, Quận Clay, Arkansas
Xã Nelson (tiếng Anh: Nelson Township) là một xã thuộc quận Clay, tiểu bang Arkansas, Hoa Kỳ. Năm 2010, dân số của xã này là 209 người.